# Estate romana
Pour plus de détails, voir Fiche technique et Distribution.
Estate romana est un film italien réalisé par Matteo Garrone, sorti en 2000.

## Fiche technique
- Titre : Estate romana
- Réalisation : Matteo Garrone
- Scénario : Matteo Garrone, Massimo Gaudioso et Attilio Caselli
- Photographie : Gian Enrico Bianchi
- Montage : Marco Spoletini
- Musique : Banda Osiris
- Pays d'origine :  Italie
- Genre : Comédie dramatique
- Durée : 90 minutes (1 h 30)
- Dates de sortie :
  -  Italie : 1er novembre 2000

## Distribution
- Rossella Or : Rossella
- Monica Nappo : Monica
- Salvatore Sansone : Salvatore
- Victor Cavallo : Victor
- Simone Carella : Simone
- Rosellina Neri : Rosellina
- Paolo Sassanelli : Policier
- Dino Abbrescia : Assistant
- Gianni Di Gregorio (non crédité)